# Jacques Bouvet
Pour les articles homonymes, voir Bouvet.
Vous pouvez aider à l'améliorer ou bien discuter des problèmes sur sa page de discussion.
- Son texte doit être wikifié : il ne correspond pas à la mise en forme Wikipédia (style, typographie, liens internes, liens entre les wikis, etc.). (Marqué depuis novembre 2023)
- Son ton est trop élogieux, voire hagiographique. Le texte doit adopter un ton neutre et encyclopédique (aide). (Marqué depuis novembre 2023)

Jacques Bouvet, né le 15 mars 1934 à Versailles, est un industriel et dirigeant d'entreprise français.
Polytechnicien, ingénieur du corps des Mines, il entre à Usinor en 1967. Il est directeur général du groupe  de 1983 à 1987, et président d'Usinor-Aciers de 1985 à 1987. Il est président de l'Agence française pour la maîtrise de l'énergie en 1987, président du groupe Charbonnages de France de 1992 à 1995 et du Port de Dunkerque de 1996 à 1997.
Il est ensuite président de KSB France, du GEP (Groupement des Entreprises Parapétrolières), du Centre technique des industries mécaniques, du premier éco-organisme français, Éco-Emballages (devenu ensuite CITEO), puis de l'AINF (initialement Association des Industriels du Nord de la France) qu'il réoriente en association reconnue d'utilité publique pour la sécurité au travail et la prévention des risques professionnels.

## Biographie
Jacques Bouvet fait ses études au lycée Condorcet à Paris, à l'École polytechnique (entré en 1953) et à l'École des Mines de Paris (entré en 1956), d'où il sort comme Ingénieur au corps des Mines.
Il commence sa carrière professionnelle en Allemagne dans une mine de charbon du bassin d'Aix-la-Chapelle, puis en Algérie où il a participé au développement et à la desserte algérienne du gaz d'Hassi RMel[réf. nécessaire].
De retour en France, comme chargé de mission au Ministère de l'Industrie auprès du Directeur des Mines, il travaille aux premiers plans d'adaptation de la production charbonnière, en élargissant les règles du Traité instituant la Communauté européenne du charbon et de l'acier dans le cadre de la récession des gisements[réf. nécessaire].
Jacques Bouvet poursuit sa carrière pendant 20 ans dans l'industrie sidérurgique au sein du groupe Usinor, où il devient directeur général d'Usinor, puis comme président d'Usinor-Aciers. Les défis sont alors ceux de grandes mutations technologiques : sidérurgie sur l'eau avec les nouveaux sites maritimes de Dunkerque et de Fos, révolution technique de la coulée continue de l'acier, avènement des mini-usines sidérurgiques.
En 1987, Jacques Bouvet est nommé à la Présidence de l'Agence Française pour la Maîtrise de l'Énergie (AFME). Le gouvernement réduit le budget et il faut recentrer l'Agence sur ses missions essentielles. En février 1991, il lance EnR (European Energy Network), le club des Agences Européennes pour l'environnement et la maîtrise de l'énergie.
Fin 1991 et en 1992, dans le cadre des nouvelles prescriptions européennes pour le traitement des déchets ménagers et de leur déclinaison dans l'appareil législatif français (décrets Lalonde du 1er avril 1992)), il mène la mission de préfiguration, puis fonde avec les industriels de la grande consommation la structure Éco-Emballages, première structure française qui concrétise la responsabilité étendue des entreprises en matière environnementale. Il préside durant trois ans cette structure qui soutient contractuellement l'effort de collecte, traitement et de recyclage des emballages.
Fin 1993, Jacques Bouvet devient Président du Groupe Charbonnages de France,,. Pendant quatre ans, avec une  tutelle d'État aux pulsions contradictoires,, il va répondre à une double mission dans la conduite du groupe : 
- d'une part la mission de gérer au mieux le coûteux programme de fermeture de tous les sites charbonniers français, dans la sécurité et la paix sociale ;
- d'autre part, de développer les activités industrielles du groupe qui demeurent bien concurrentielles : en particulier ses centrales électriques, qu'il autonomise et filialise pour constituer le second pôle producteur d'électricité de France[12].

Le gouvernement le remplace par Philippe de Ladoucette en janvier 1996, à la suite de mouvements sociaux des mineurs,.
De 1997 à 1999, il est Président du Port Autonome de Dunkerque. Le défi est de développer les trafics de conteneurs, avec l'ouverture du port Ouest et le regroupement de moyens jusqu'ici divisés entre les opérateurs grutiers du port et les manutentionnaires employeurs des dockers.
De 1997 à 2004, il est appelé au Conseil de Surveillance du groupe allemand KSB.AG et à la présidence de sa filiale française (ex Pompes Guinard).
En 2000, Jacques Bouvet est élu à la présidence du CETIM, avec l'objectif d'en renforcer les capacités d'innovation et le rayonnement international.
Parallèlement, il est élu en 1999 Président du GEP (Groupement des Entreprises Parapétrolières, devenu par la suite EVOLEN), qui participe à la dynamique à l'export des fournisseurs d'équipements et de services à l'industrie des hydrocarbures.
Administrateur puis Président de l'Association Interprofessionnelle de France pour la Santé et Sécurité au Travail (AINF), Jacques Bouvet, dans les années 2000, organise la cession des activités marchandes d'inspection-contrôle d'AINF au groupe Socotec. Il recentre l'association sur l'appui à la recherche, à l'enseignement et aux initiatives locales auprès des PME.
Jacques Bouvet est également administrateur, puis président (1994-2006) de la SAIHA, Société des Amis de l'Institut Historique Allemand à Paris.
Il est cofonde en 2006 le Cercle Entreprises et Santé, une association concernant l'évolution de la relation au travail et les impacts santé-travail, dont il est le premier président.
En septembre 2008, il est nommé PDG de KSB SA.

## Distinctions
- Officier de l'Ordre de la Légion d'Honneur[18] (Chevalier en 1989[19])
- Croix de l'Ordre du Mérite de la République fédérale d'Allemagne